# Finance.ua
Finance.ua — український фінансовий портал, працює з 2000 року. Основна тематика — власні фінанси.
На порталі можна читати новини української та світової економіки, дізнатися про коливання курсів валют, порівняти продукти українських фінансових організацій. В рамках порталу також функціонує форум для обговорення фінансових питань.
Головний редактор видання — Петро Таранюк.
Згідно з лічильником SimilarWeb, портал має середню щомісячну відвідуваність 3,83 млн на місяць (дані актуальні станом на серпень 2020 року) та середню оцінку користувачів 4,0 на Trustpilot.
У 2018 році увійшов до каталогу фінтех-екосистеми України за версією UNIT.City.

## Історія
З жовтня 1995-го по 2000 рік Finance.ua існував як інформаційне агентство «Інфінсервіс», першим продуктом якої була електронно-інформаційна система (ЕІС) «Інфінсервіс».
Система була створена групою економістів-випускників Київського державного торгово-економічного університету та мережевих програмістів з київських банків. Електронно-інформаційна система дозволяла операторам фінансових ринків в інтерактивному режимі виставляти власні позиції і переглядати позиції інших учасників. Це був своєрідний аналог біржі цінних паперів, який з'явився за рік до Фондової біржі ПФТС.
Сайт finance.com.ua було запущено у 2000 році.
У 2004 році сайт переїхав на домен у зоні.ua. Того ж року, 16 лютого була зареєстрована торгова марка «Finance» та на базі порталу з'явився forum.finance.ua. У 2008 році на сайті з'явилися народні рейтинги банків, Народний рейтинг компаній з управління активами (КУА) України, страхових компаній, Довідник організацій України та світу.
У 2009 році на базі порталу було запущено сервіс ведення домашніх фінансів Home.Finance.ua. У 2012 році було створено мобільний додаток «Міняйло», який допомагав знайти курс валют в банках та обмінниках за місцезнаходженням. У 2016 році Finance.ua увійшов до холдингу Treeum. Новини сайту почали цитувати міжнародні джерела.
У 2017 році відбувся ребрендинг Finance.ua, сайт став позиціонувати себе як фінансовий супермаркет.
У 2021 році фонд прямих інвестицій Dragon Capital New Ukraine Fund LP, яким керує Dragon Capital, завершив угоду з придбання контрольного пакету акцій компанії Treeum, до якої входить фінансовий портал Finance.ua.

## Винагороди
- У 2014 році портал посів друге місце за даними дослідження NOKs Fishes «Медіауподобання українських opinion leaders», за категоріями «Компетентність», «Об'єктивність», «Оперативність», «Повнота Інформації», «Власник»[13].
- У 2018 році Finance.ua зайняв перше місце в номінації «Фінансовий портал 2018 року» від Української народної премії[14].
- У 2019 році портал здобув перше місце в категорії «Фінансові новини» від премії «Фаворит успіху-2019»[15].

## Соціальна активність
Фінансовий портал організовує регулярні заходи, спрямовані на сприяння підвищенню якості фінансових послуг в Україні:
- FinAwards — щорічна премія за фінансові продукти, сервіси та технології. У премії можуть брати участь усі банки, представлені в Україні[16][17][18][19][20]. Finance.ua є співзасновником премії разом із організатором подій для представників банківської сфери Bank-Online.
- Ukrainian MFO Summit — щорічний захід для мікрофінансових компаній, організований спільно з компанією Bank Online.

Також у 2019 році портал створив грантову програму для студентів українських вишів, Scholarship. У конкурсі взяли участь студенти з усієї України. У 2020 році було випущено інтерв'ю з представниками Національного банку України, метою якого було сприяння захисту прав споживачів фінансових послуг.